# Rhipidomys wetzeli
Rhipidomys wetzeli is een zoogdier uit de familie van de Cricetidae. De wetenschappelijke naam van de soort werd voor het eerst geldig gepubliceerd door Gardner in 1989.